# Obwód Włodzimierz Wołyński Armii Krajowej
Obwód Włodzimierz Wołyński kryp. „Ława” – jednostka terytorialna Związku Walki Zbrojnej, a następnie Armii Krajowej.
Obwód Włodzimierz Wołyński obejmował teren powiatu włodzimierskiego i razem z obwodami Łuck, Kiwerce i Horochów wchodził w skład Inspektoratu Rejonowego Łuck Okręgu Wołyń („Konopie”).

## Struktura organizacyjna obwodu
- Odcinek Włodzimierz Wołyński-Miasto
- Odcinek „Wschód”
- Odcinek „Południe”
- Odcinek „Północ”